# Tümmler (Glas)

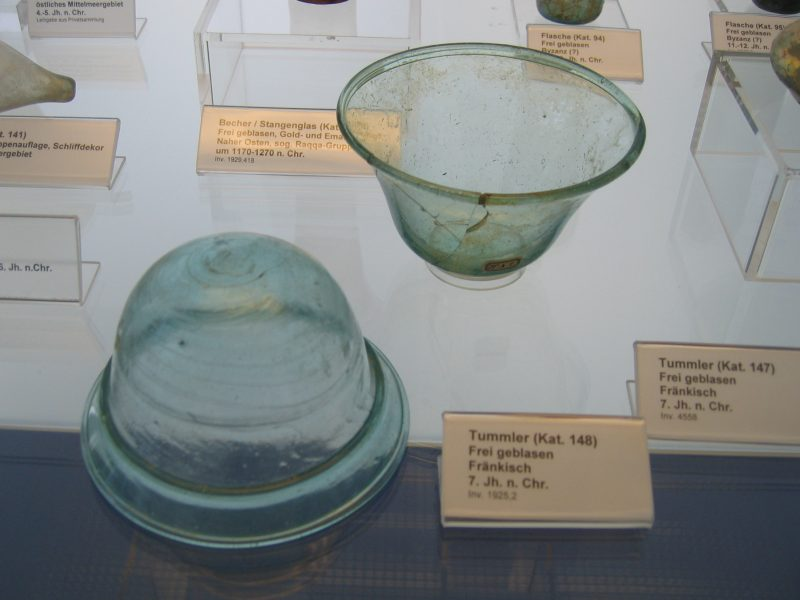
Zwei fränkische Tümmler aus dem 7. Jahrhundert im Museum August Kestner.

Der Tümmler oder Tummler ist ein charakteristisches Glasgefäß der Völkerwanderungszeit des 5. bis 8. Jahrhunderts.

## Beschreibung
Die Tummler sind, nach den Sturzbechern, die zweitbeliebteste Glasform des frühen Mittelalters.
Es handelt sich um halbkugelig becherartige oder weitmündig schalenartige Becher. Für gewöhnlich besitzen die Tummler einen Rundboden, durch den sie sich von den frühmittelalterlichen Schalen unterscheiden. Dieser Rundboden verbietet zudem, wie bei den frühmittelalterlichen Gläser üblich, eine Standfähigkeit. Der Rand der Tummler wurde rundgeschmolzen oder breit nach außen umgeschlagen.
Tummler sind, wie die meisten frühmittelalterlichen Gläser, meist hellgrün, gelb- oder olivgrün oder blaugrün. In der Regel handelt es sich dabei um natürliche Färbungen, die auf Verunreinigungen des zur Herstellung benötigten Quarzsandes durch Eisenoxide zurückzuführen sind. Die Farbe konnte aber auch gezielt, beispielsweise durch die Zugabe von Kupferoxiden, erreicht werden. Für die opak-weißen Verzierungen der Gläser wurde Antimon zur Glasmasse gegeben. Die Gläser sind zudem häufig und sehr stark mit Bläschen, schwarzen Rußpartikeln und Schlieren durchsetzt. Hierbei könnte es sich um eine beabsichtigte Art der Verzierung handeln.
Meist kommen die Tummler glattwandig vor, sie können aber auch modelverziert sein. Die Modelverzierung besteht dabei in den meisten Fällen aus wenigen kräftigen Rippen. Diese können in Bodenmustern enden. Hierbei bilden die Rippen am Boden des Tummlers gemeinsam mit kleinen tropfenförmigen Knubben unterschiedliche radial angeordnete Muster mit besonders hervorgehobenem Mittelpunkt. Zu unterscheiden sind reine Punktmuster, reine kreuzförmige Muster sowie eine Kombination der beiden. Da die Tummler nach dem Austrinken auf ihrem Rand abgestellt werden mussten, war hier das Bodenmuster besonders gut sichtbar.

## Hauptgruppen
Es existieren zwei Hauptgruppen:
Typ A ist älter als Typ B und beschränkt sich weitgehend auf das 6. Jahrhundert. Es handelt sich um tiefe halbkugelige Becher mit annähernd geraden Wänden und rundgeschmolzenen, seltener eingerollten Rändern.
Typ B ist niedriger und schalenartiger mit ausladender Mündung und ausschweifender Wand. Der Rand ist rundgeschmolzen oder weit nach außen gebogen, seltener auch breit nach innen geschlagen. Typ B folgt zeitlich auf Typ A und läuft zeitweise parallel.
Zudem existieren verschiedene Sonderformen wie beispielsweise die hohen becherartigen Tummler.
Unverzierte Tummler wurden vermutlich frei geblasen, für rippenverzierte Tummler mit Bodenmuster war dagegen ein Model aus Stein, Ton oder Holz nötig. Gläser mit feinen Rippen konnten beim Herausziehen aus dem Model gedreht werden, wobei sich eine Schrägriefelung ergab. Bei den Tummlern mit kräftigen Rippen war dies nicht möglich, sodass diese senkrecht über das Glas laufen.
Für komplizierte Verzierungen, wie Fischgrät-, Arkaden- oder Schriftverzierung, die selten vorkommen, waren zweiteilige Model nötig. Hier sind deutliche Nähte erkennbar.

## Glockentummler
Eine Weiterentwicklung der Tummler stellen die Glockentummler dar. Sie haben eine hohe becherartige Gestalt mit weiter Mündung. Der untere Bodenbereich ist etwas breiter oder wie bei den späten Glockentummler sehr schlank. Der Rand ist rundgeschmolzen oder sehr selten nach außen oder innen umgeschlagen. Von den eigentlichen Tummlern unterscheiden sie sich durch ihre größere Höhe und die weniger ausladende Mündung sowie im unteren Bodenbereich die schlankere Form.
Glockentummler sind meist unverziert, manchmal aber auch mit feinen senkrechten Riefen verziert. Der Boden ist meist unverziert oder weist höchstens ein einfaches Kreuzmuster auf, vermutlich da der Glockentummler eine kleinere Bodenfläche als der Tummler aufweist.

### Hauptgruppen
Es existieren drei Hauptgruppen, die zeitlich aufeinander folgen.
Typ C mit gestrecktem unteren Bodenbereich und häufig breit nach außen umgeschlagenem Rand. Dieser Typ wird oft noch den Tummlern zugeordnet.
Typ D bildet mit seiner hohen gestreckten Form die eigentliche Glockentummlerform. Von diesem Typ existieren die meisten Funde.
Typ E leitet mit seinem sehr schlanken unteren Bodenbereich bereits zu den karolingischen Trichterbechern über. Er kommt nur sehr selten vor.
Tümmler wurden in fränkischen Glashütten am Niederrhein hergestellt und als Luxusgut europaweit exportiert.